# Kenya aux Jeux olympiques d'été de 2012
Le Kenya participe aux Jeux olympiques d'été de 2012 à Londres, au Royaume-Uni, du 27 juillet au 12 août 2012. Il s'agit de sa 13e participation à des Jeux d'été.

## Médaillés
| Sport      | Discipline              | Athlète(s)               | Performance        | Date               |
| Athlétisme | Médailles d'or : 2      | Médailles d'or : 2       | Médailles d'or : 2 | Médailles d'or : 2 |
| Athlétisme | 3 000 m steeple hommes  | Ezekiel Kemboi           | 8 min 18 s 56      | 5 août             |
| Athlétisme | 800 m hommes            | David Rudisha            | 1 min 40 s 91 (RM) | 9 août             |
| Athlétisme | Médailles d'argent : 4  |                          |                    |                    |
| Athlétisme | 10 000 m femmes         | Sally Kipyego            | 30 min 26 s 37     | 3 août             |
| Athlétisme | Marathon femmes         | Priscah Jeptoo           | 2 h 32 min 12 s    | 5 août             |
| Athlétisme | 5 000 m femmes          | Vivian Cheruiyot         | 15 min 04 s 73     | 10 août            |
| Athlétisme | Marathon hommes         | Abel Kirui               | 2 h 08 min 27 s    | 12 août            |
| Athlétisme | Médailles de bronze : 7 |                          |                    |                    |
| Athlétisme | 10 000 m femmes         | Vivian Cheruiyot         | 30 min 30 s 44     | 3 août             |
| Athlétisme | 3 000 m steeple hommes  | Abel Kiprop Mutai        | 8 min 19 s 73      | 5 août             |
| Athlétisme | 3 000 m steeple femmes  | Milcah Chemos Cheywa     | 9 min 09 s 88      | 6 août             |
| Athlétisme | 800 m hommes            | Timothy Kitum            | 1 min 42 s 53      | 9 août             |
| Athlétisme | 800 m femmes            | Pamela Jelimo            | 1 min 57 s 59      | 11 août            |
| Athlétisme | 5 000 m hommes          | Thomas Pkemei Longosiwa  | 13 min 42 s 36     | 11 août            |
| Athlétisme | Marathon hommes         | Wilson Kipsang Kiprotich | 2 h 09 min 37 s    | 12 août            |

## Athlétisme
Les athlètes du Kenya ont jusqu'ici atteint les minima de qualification dans les épreuves d'athlétisme suivantes (pour chaque épreuve, un pays peut engager trois athlètes à condition qu'ils aient réussi chacun les minima A de qualification, un seul athlète par nation est inscrit sur la liste de départ si seuls les minima B sont réussis), :
Hommes
Courses
| Athlète | Épreuve          | Séries   | Séries | Demi-finales | Demi-finales | Finale   | Finale                         |
| Athlète | Épreuve          | Résultat | Rang   | Résultat     | Rang         | Résultat | Rang                           |
| --- | ---------------- | -------- | ------ | ------------ | ------------ | -------- | ------------------------------ |
| Anthony Chemut | 800 m            |          |        |              |              |          |                                |
| Nixon Kiplimo Chepseba | 1 500 m          | 3:42.29  | 31     | 3:34.89      | 4            |          |                                |
| Ezekiel Kemboi | 3 000 m steeple  | 8:20.97  | 8      | NC           | NC           | 8:18.56  | Médaille d'or, Jeux olympiques |
| Silas Kiplagat | 1 500 m          | 3:39.79  | 15     | 3:34.60      | 2            |          |                                |
| Asbel Kiprop | 1 500 m          | 3:36.59  | 3      | 3:42.92      | 15           |          |                                |
| Wilson Kiprop | 10 000 m         | NC       | NC     | NC           | NC           | DNF      | -                              |
| Wilson Kipsang Kiprotich | Marathon         | NC       | NC     | NC           | NC           |          |                                |
| Brimin Kiprop Kipruto | 3 000 m steeple  | 8:28.62  | 18     | NC           | NC           | 8:23.03  | 5                              |
| Abel Kirui | Marathon         | NC       | NC     | NC           | NC           |          |                                |
| Timothy Kitum | 800 m            |          |        |              |              |          |                                |
| Isiah Kiplangat Koech | 5 000 m          |          |        | NC           | NC           |          |                                |
| Vincent Kiplangat Kosgei | 400 m haies      | 52.29    | 44     | -            | -            | -        | -                              |
| Thomas Pkemei Longosiwa | 5 000 m          |          |        | NC           | NC           |          |                                |
| Moses Ndiema Masai | 10 000 m         | NC       | NC     | NC           | NC           | 27:41.34 | 12                             |
| Boniface Mucheru | 400 m haies      | 50.33    | 35     | -            | -            | -        | -                              |
| Bedan Karoki Muchiri | 10 000 m         | NC       | NC     | NC           | NC           | 27:32.94 | 5                              |
| Abel Kiprop Mutai | 3 000 m steeple  | 8:17.70  | 3      | NC           | NC           | 8:19.73  | 3                              |
| Emmanuel Kipchirchir Mutai | Marathon         | NC       | NC     | NC           | NC           |          |                                |
| David Lekuta Rudisha | 800 m            |          |        |              |              |          |                                |
| Edwin Cheruiyot Soi | 5 000 m          |          |        | NC           | NC           |          |                                |
| Vincent Mumo Kiilu Alphas Leken Kishoyian Boniface Mucheru Anderson Mureta Mutegi Mark Kiprotich Mutai Boniface Ontuga Mweresa | Relais 4 × 400 m |          |        | NC           | NC           |          |                                |

Concours
| Athlète     | Épreuve           | Qualification | Qualification | Finale   | Finale |
| Athlète     | Épreuve           | Distance      | Rang          | Distance | Rang   |
| ----------- | ----------------- | ------------- | ------------- | -------- | ------ |
| Julius Yego | Lancer du javelot |               |               |          |        |

Femmes
Courses
| Athlète                    | Épreuve         | Séries     | Séries | Demi-finales | Demi-finales | Finale   | Finale                              |
| Athlète                    | Épreuve         | Résultat   | Rang   | Résultat     | Rang         | Résultat | Rang                                |
| -------------------------- | --------------- | ---------- | ------ | ------------ | ------------ | -------- | ----------------------------------- |
| Janeth Jepkosgei Busienei  | 800 m           |            |        |              |              |          |                                     |
| Joyce Chepkirui            | 10 000 m        | NC         | NC     | NC           | NC           | DNF      | -                                   |
| Vivian Jepkemoi Cheruiyot  | 5 000 m         |            |        | NC           | NC           |          |                                     |
| Vivian Jepkemoi Cheruiyot  | 10 000 m        | NC         | NC     | NC           | NC           | 30:30.44 | Médaille de bronze, Jeux olympiques |
| Milcah Chemos Cheywa       | 3 000 m steeple | 9:27.09    | 8      | NC           | NC           |          |                                     |
| Pamela Jelimo              | 800 m           |            |        |              |              |          |                                     |
| Priscah Jeptoo             | Marathon        | NC         | NC     | NC           | NC           | 2:23:12  | Médaille d'argent, Jeux olympiques  |
| Mary Jepkosgei Keitany     | Marathon        | NC         | NC     | NC           | NC           | 2:23:56  | 4                                   |
| Sylvia Jebiwott Kibet      | 5 000 m         |            |        | NC           | NC           |          |                                     |
| Viola Jelagat Kibiwot      | 5 000 m         |            |        | NC           | NC           |          |                                     |
| Edna Ngeringwony Kiplagat  | Marathon        | NC         | NC     | NC           | NC           | 2:27:52  | 20                                  |
| Sally Jepkosgei Kipyego    | 5 000 m         |            |        | NC           | NC           |          |                                     |
| Sally Jepkosgei Kipyego    | 10 000 m        | NC         | NC     | NC           | NC           | 30:26.37 | Médaille d'argent, Jeux olympiques  |
| Faith Chepngetich Kipyegon | 1 500 m         |            |        |              |              |          |                                     |
| Cherono Koech              | 800 m           |            |        |              |              |          |                                     |
| Maureen Jelagat Maiyo      | 400 m haies     | 1:02.16    | 41     | -            | -            | -        | -                                   |
| Mercy Wanjiku Njoroge      | 3 000 m steeple | 9:25.99    | 6      | NC           | NC           |          |                                     |
| Hellen Onsando Obiri       | 1 500 m         |            |        |              |              |          |                                     |
| Lydia Chebet Rotich        | 3 000 m steeple | 9:42.03    | 25     | NC           | NC           | -        | -                                   |
| Joy Nakhumicha Sakari      | 400 m           | 51.85 (MS) | 13     | 52.95        | 24           | -        | -                                   |
| Eunice Jepkoech Sum        | 1 500 m         |            |        |              |              |          |                                     |

## Boxe
Hommes
| Athlète         | Compétition      | 1/16 de finale              | 1/8 de finale       | Quarts de finale    | Demi-finales        | Finale              |
| Athlète         | Compétition      | Adversaire Résultat         | Adversaire Résultat | Adversaire Résultat | Adversaire Résultat | Adversaire Résultat |
| --------------- | ---------------- | --------------------------- | ------------------- | ------------------- | ------------------- | ------------------- |
| Benson Njangiru | Mouches (-52 kg) | Hesham Abdelaal (EGY) 16-19 | –                   | –                   | –                   | –                   |

Femmes
| Athlète           | Compétition     | 1/16 de finale             | 1/8 de finale       | Quarts de finale    | Demi-finales        | Finale              |
| Athlète           | Compétition     | Adversaire Résultat        | Adversaire Résultat | Adversaire Résultat | Adversaire Résultat | Adversaire Résultat |
| ----------------- | --------------- | -------------------------- | ------------------- | ------------------- | ------------------- | ------------------- |
| Elizabeth Andiego | Moyens (-75 kg) | Marina Volnova (KAZ) 11-20 | –                   | –                   | –                   | –                   |

## Haltérophilie
| Athlète | Compétition         | Arraché  | Épaulé-jeté | Total     |
| Athlète | Compétition         | Résultat | Résultat    | Résultat  |
| ------- | ------------------- | -------- | ----------- | --------- |
| -48 kg  | Aucun               | –        | –           | –         |
| -53 kg  | Aucun               | –        | –           | –         |
| -58 kg  | Aucun               | –        | –           | –         |
| -63 kg  | Aucun               | –        | –           | –         |
| -69 kg  | Mercy Apondi Obiero | 76       | 105         | 181 (13e) |
| -75 kg  | Aucun               | –        | –           | –         |
| +75 kg  | Aucun               | –        | –           | –         |

## Natation
Les nageurs du Kenya ont jusqu'ici atteint les minima de qualification dans les épreuves suivantes (au maximum 2 nageurs peuvent être qualifiés s'ils ont réussi les minima olympiques et un seul nageur pour les minima propres à chaque sélection), :
| Athlète       | Épreuve          | Séries | Séries | Demi-finales | Demi-finales | Finale | Finale |
| Athlète       | Épreuve          | Temps  | Rang   | Temps        | Rang         | Temps  | Rang   |
| ------------- | ---------------- | ------ | ------ | ------------ | ------------ | ------ | ------ |
| David Dunford | 50 m nage libre  | 22.72  | 27     | -            | -            | -      | -      |
| David Dunford | 100 m nage libre | 49.60  | 26     | -            | -            | -      | -      |
| Jason Dunford | 100 m papillon   | 52.23  | 15     | 52.16        | 12           | -      | -      |